# Ourapteryx multistrigaria
Ourapteryx multistrigaria là một loài bướm đêm trong họ Geometridae.